# RTP Internacional
RTP Internacional (Rádio e Televisão de Portugal Internacional) is een Portugese televisiezender die wereldwijd Portugese en Latijns-Amerikaanse  programma's uitzendt. De omroep zendt ook programma's uit van andere landen waar Portugees gesproken wordt.
Voor het Portugees dat in Afrika gesproken wordt is er een nieuwe zender opgericht in 1998, namelijk RTP África.
Het is onderdeel van Rádio e Televisão de Portugal.

## Ontvangst in Nederland
In Nederland is RTP Internacional te ontvangen via een aantal digitale zenderpakketten, en free-to-air via de satellietpositie Hot Bird.